# ليلاند إرفينغ
ليلاند إرفينغ هو لاعب هوكي الجليد كندي، ولد في 11 أبريل 1988 في Swan Hills ‏ في كندا.

## وصلات خارجية
- ليلاند إرفينغ على موقع دوري الهوكي الوطني (الإنجليزية)
- ليلاند إرفينغ على موقع قاعة مشاهير الهوكي (لاعب أن.إتش.أل) (الإنجليزية)
- ليلاند إرفينغ على موقع دوري الهوكي للقارات (الإنجليزية)
- ليلاند إرفينغ على موقع EliteProspects.com (الإنجليزية)
- ليلاند إرفينغ على موقع Eurohockey.com (الإنجليزية)
- ليلاند إرفينغ على موقع HockeyDB.com (الإنجليزية)
- ليلاند إرفينغ على موقع Hockey-Reference.com (الإنجليزية)